# Pablo Vuyovich
Pablo Vuyovich, (Orán, Provincia de Salta, 16 de agosto de 1979) es un piloto argentino de automovilismo de velocidad. Formado en categorías zonales de su provincia, inició su carrera deportiva compitiendo en el Turismo Pista Salteño, donde al comando de un Fiat 128 se proclamaría campeón en 2005 y se quedaría con el subcampeonato de 2006. Tras estas participaciones, llegaría su debut a nivel nacional, primeramente en la Clase 2 del Turismo Nacional y más tarde en la Clase 3 del Turismo Pista. En esta última divisional conquistaría su primer campeonato a nivel nacional, al llevarse el cetro de 2015 al comando de un Renault Clio. Esta participación le terminaría abriendo las puertas a su participación en TC 2000, siendo inicialmente convocado por el equipo M&M Group y luego por el Equipo Fela by RAM, conduciendo sucesivamente un Honda Civic IX y un Ford Focus III.
Entre sus relaciones personales, se destaca el haber sido hermano mayor del fallecido piloto Nicolás Vuyovich, quien supiera ser campeón argentino de las dos divisionales del Turismo Nacional, en 2000 y 2002, y que llegara a competir en el Turismo Competición 2000 entre 2002 y 2005. Precisamente, 10 años después del trágico deceso de su hermano Nicolás, Pablo conquistaría su primer título a nivel nacional, rindiendole homenaje y continuando con su legado deportivo.

## Trayectoria
| Temporada | Categoría                    | Equipo                | Automóvil          | Carreras | Victorias | Podios | Poles | VR    | Puntos | Pos.  |
| --------- | ---------------------------- | --------------------- | ------------------ | -------- | --------- | ------ | ----- | ----- | ------ | ----- |
| 2002      | Clase 3 del Turismo Nacional | Della Santina Racing  | Volkswagen Gol AB9 | 1        | 0         | 0      | 0     | 0     | 4.00   | 33.º  |
| 2006      | Clase 2 del Turismo Nacional | Della Santina Racing  | Volkswagen Gol AB9 | 4        | 0         | 0      | 0     | 0     | 18.00  | 44.º  |
| 2006      | Clase 2 del Turismo Nacional | FP Racing             | Ford Fiesta V      | 2        | 0         | 0      | 0     | 0     | 18.00  | 44.º  |
| 2007      | Clase 2 del Turismo Nacional | FP Racing             | Ford Fiesta V      | 5        | 0         | 1      | 0     | 0     | 54.00  | 23.º  |
| 2008      | Clase 2 del Turismo Nacional | DG Motorsport         | Ford Fiesta V      | 8        | 0         | 0      | 1     | 0     | 49.00  | 26.º  |
| 2009      | Clase 2 del Turismo Nacional | DG Motorsport         | Ford Fiesta V      | 3        | 0         | 0      | 0     | 0     | 19.00  | 34.º  |
| 2011      | Clase 2 del Turismo Nacional | DG Motorsport         | Ford Fiesta V      | 1        | 0         | 0      | 0     | 0     | 0.00   | 60.º  |
| 2012      | Clase 3 del Turismo Pista    | Oliverio Racing       | Ford Fiesta V      | 6        | 0         | 0      | 0     | 0     | 14.00  | 42.º  |
| 2012      | Clase 2 del Turismo Pista    | Oliverio Racing       | Fiat Uno           | 1        | 0         | 0      | 0     | 0     | 0.00   | Inv.  |
| 2012      | Abarth Punto Competizione    | Genérico              | Abarth Punto EVO   | 1        | 0         | 0      | 0     | 0     | 0.00   | 38.º  |
| 2013      | Clase 3 del Turismo Pista    | Oliverio Racing       | Ford Fiesta V      | 10       | 1         | 1      | 1     | 0     | 86.00  | 16.º  |
| 2014      | Clase 3 del Turismo Pista    | Oliverio Racing       | Renault Clio II    | 12       | 0         | 2      | 1     | 0     | 207.50 | 3.º   |
| 2015      | Clase 3 del Turismo Pista    | Oliverio Racing       | Renault Clio II    | 10       | 4         | 5      | 2     | 1     | 274.50 | 1.º   |
| 2016      | TC2000                       | M&M Group             | Honda Civic IX     | 6        | 0         | 0      | 0     | 0     | 197.50 | 9.º   |
| 2016      | TC2000                       | Escudería Fela by RAM | Ford Focus III     | 16       | 1         | 3      | 1     | 0     | 197.50 | 9.º   |
| 2017      | Clase 3 del Turismo Pista    | Tigre Racing          | Renault Clio II    | 7        | 0         | 1      | 0     | 0     | 62.50  | 20.º  |
| 2017      | Clase 3 del Turismo Nacional | DG Motorsport         | Ford Fiesta KD     | 1        | 0         | 0      | 0     | 0     | 0.00   | 80.º  |
| 2018      | Clase 3 del Turismo Pista    | Tigre Racing          | Renault Clio II    | 7        | 1         | 1      | 0     | 0     | 172.00 | 4.º   |
| 2018      | Clase 3 del Turismo Pista    | Tigre Racing          | Toyota Etios       | 2        | 0         | 1      | 1     | 0     | 172.00 | 4.º   |
| 2019      | Clase 3 del Turismo Pista    | Tigre Racing          | Toyota Etios       | 4        | 0         | 0      | 0     | 0     | 145.50 | 9.º   |
| 2019      | Clase 3 del Turismo Pista    | Benincasa Racing      | Ford Fiesta KD     | 4        | 0         | 1      | 0     | 0     | 145.50 | 9.º   |
| 2020      | Clase 3 del Turismo Pista    | Benincasa Racing      | Ford Fiesta KD     | 8        | 0         | 1      | 0     | 0     | 149.50 | 1.º   |
| 2021      | Clase 3 del Turismo Pista    | Benincasa Racing      | Ford Fiesta KD     | 10       | 1         | 1      | 0     | 0     | 137.00 | 9.º   |
| Fuente:   | [ 5 ]                        | [ 5 ]                 | [ 5 ]              | [ 5 ]    | [ 5 ]     | [ 5 ]  | [ 5 ] | [ 5 ] | [ 5 ]  | [ 5 ] |

## Resultados

### TC 2000
| Año  | Equipo         | Auto           | 1   | 2   | 3     | 4     | 5    | 6    | 7   | 8   | 9  | 10 | 11  | 12  | 13    | 14    | 15     | 16     | 17  | 18  | 19 | 20  | 21 | 22  | 23  | Res. | Puntos |
| ---- | -------------- | -------------- | --- | --- | ----- | ----- | ---- | ---- | --- | --- | -- | -- | --- | --- | ----- | ----- | ------ | ------ | --- | --- | -- | --- | -- | --- | --- | ---- | ------ |
| 2016 |                |                | SMM | SMM | CON I | CON I | BA I | BA I | SJO | SJO | LP | LP | CDU | CDU | BA II | BA II | CON II | CON II | RAF | RAF | AG | RC  | RC | PAR | PAR | 9.º  | 197,5  |
| 2016 | M&M Group      | Honda Civic IX | 9   | 10  | Ret   | 10    | Ret  | 16   |     |     |    |    |     |     |       |       |        |        |     |     |    |     |    |     |     | 9.º  | 197,5  |
| 2016 | Escudería Fela | Ford Focus III |     |     |       |       |      |      | 8   | 3   | 17 | 3  | 4   | 8   | 1     | 5     | 7      | 10     | 9   | 11  | 5  | Ex. | WD | 16  | 8   | 9.º  | 197,5  |

## Palmarés
| Título  | Categoría                 | Marca          | Año  |
| ------- | ------------------------- | -------------- | ---- |
| Campeón | Turismo Pista Salteño     | Fiat 128       | 2005 |
| Campeón | Clase 3 del Turismo Pista | Renault Clio   | 2015 |
| Campeón | Clase 3 del Turismo Pista | Ford Fiesta KD | 2020 |